# Сербский язык

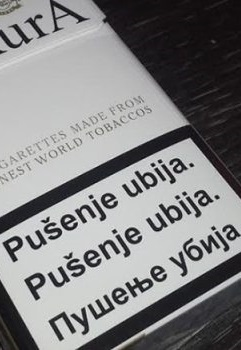
Предупреждение «Курение убивает» на пачке сигарет, произведённой в Боснии и Герцеговине, на боснийском/хорватском/сербском языках латиницей и кириллицей

Се́рбский язы́к (серб. српски језик / srpski jezik) — один из славянских языков. Вместе с болгарским, македонским, словенским, черногорским, хорватским и боснийским относится к южнославянской подгруппе. Последние три языка часто объединяют с сербским в один (сербохорватский язык); в этом случае отдельные сербский, хорватский, черногорский и боснийский языки считаются региональными вариантами сербохорватского. Перечень отличий сербского языка от хорватского, черногорского и боснийского — на странице сербохорватский язык.
В современной Сербии кириллица является единственной официальной письменностью (статус закреплён законодательно в 2006 году), однако вне официального обихода широко используется латиница.

## Социолингвистические данные
На сербском языке говорят в Сербии и Черногории (до 2006 года составлявших общее конфедеративное государство), в отдельных восточных районах Хорватии, а также в Боснии и Герцеговинe в регионе (этнитете) Республика Сербская. Число говорящих — около 8,8 млн человек (по другим данным — 12 млн).
По наблюдениям Вука Стефановича Караджича, в начале XIX века «сербски ieзик» имеет широкое распространение на территории Герцеговины, Боснии, Сербии, Славонии, Хорватии, Черногории, Далмации.

## Письменность
Сербский язык использует в качестве письменности два алфавита: основанный на кириллице («вуковица») и основанный на латинице («гаевица»).   
Когда СФРЮ ещё существовала, в Сербии и Черногории изучались и кириллица, и латиница, однако кириллица преобладала в обиходе Сербии и была по сути единственным алфавитом в Черногории; в Боснии, напротив, чаще употреблялась латиница. В современной Сербии кириллица является единственной официальной письменностью (её статус закреплён законодательно в 2006 г.), однако вне официального обихода латиница используется также часто. В Сербии обе письменности можно встретить в школьных учебниках, на дорожных знаках и указателях и т. п. При этом кириллица всё больше вытесняется латиницей даже в тех областях, где по закону должна использоваться исключительно кириллица. Как показал проведенный в 2014 году опрос общественного мнения, 47 % жителей Сербии пишут латиницей, 36 % используют кириллицу, остальные поровну используют оба алфавита. При этом среди молодёжи в возрасте от 20 до 29 лет 65,1 % опрошенных пишут исключительно латиницей и лишь — 18,1 % только кириллицей. В школах Сербии дети изучают оба алфавита, что делает их владеющими обоими алфавитами с раннего возраста. Что касается латиницы, то в быту часто используется так называемая «стриженая латиница» («ошишана латиница») — без диакритических знаков.  
В каждом алфавите по 30 букв; существует однозначное соответствие между буквами одного алфавита и другого (но простое автоматическое преобразование текста возможно только в одну сторону, так как латинские диграфы изредка соответствуют парам раздельных кириллических букв: конјункција, поджупан).
Некоторые сербские курсивные и рукописные буквы (строчные г, д, п, т, прописные Б, Д, Н, см. статью «Гражданское письмо») обычно имеют иное начертание, чем в большинстве прочих нынешних алфавитов на основе кириллицы. Однако эта разница часто не поддерживается распространёнными компьютерными издательскими системами, где курсив кириллицы воспроизводится только в «русском» начертании.

### Сербский алфавит
Буквы упорядочены по кириллическому варианту.
| Кирил- лица | Лати- ница | Примерное чтение |
| ----------- | ---------- | ---------------- |
| А а         | A a        | [a]              |
| Б б         | B b        | [б]              |
| В в         | V v        | [в]              |
| Г г         | G g        | [г]              |
| Д д         | D d        | [д]              |
| Ђ ђ         | Đ đ        | мягкое [дж]*     |
| Е е         | E e        | [э]              |
| Ж ж         | Ž ž        | [ж]              |
| З з         | Z z        | [з]              |
| И и         | I i        | [и]              |

| Кирил- лица | Лати- ница | Примерное чтение |
| ----------- | ---------- | ---------------- |
| Ј ј         | J j        | [й]              |
| К к         | K k        | [к]              |
| Л л         | L l        | [л]              |
| Љ љ         | Lj lj      | [ль]             |
| М м         | M m        | [м]              |
| Н н         | N n        | [н]              |
| Њ њ         | Nj nj      | [нь]             |
| О о         | O o        | [о]              |
| П п         | P p        | [п]              |
| Р р         | R r        | [р]              |

| Кирил- лица | Лати- ница | Примерное чтение |
| ----------- | ---------- | ---------------- |
| С с         | S s        | [с]              |
| Т т         | T t        | [т]              |
| Ћ ћ         | Ć ć        | мягкое [ч]**     |
| У у         | U u        | [у]              |
| Ф ф         | F f        | [ф]              |
| Х х         | H h        | [х]              |
| Ц ц         | C c        | [ц]              |
| Ч ч         | Č č        | твёрдое [ч]**    |
| Џ џ         | Dž dž      | твёрдое [дж]*    |
| Ш ш         | Š š        | [ш]              |

* Фонема d͡ʑ, обозначаемая на письме знаком ђ, является в сербском языке рефлексом праславянской *dj > d’. Твёрдая џ, в свою очередь, представляет собой посталвеолярную аффрикату [ ʤ ], встречающуюся в русском во многих иностранных словах (например, джем). В сербском последняя буква имеет почти такое же предназначение.
** В сербском языке буква ч обозначает глухую постальвеолярную аффрикату, соответствующую русскому произношению /тш/ с укороченной «т» (как в слове лучше). Для определения же мягкой аффрикаты, аналогичной русскому произношению «ч», используется буква ћ. Во многих нынешних диалектах, тем не менее, мягкий звук почти выбыл из употребления, и заменяется твёрдым независимо от буквы.

### Небуквенные орфографические знаки

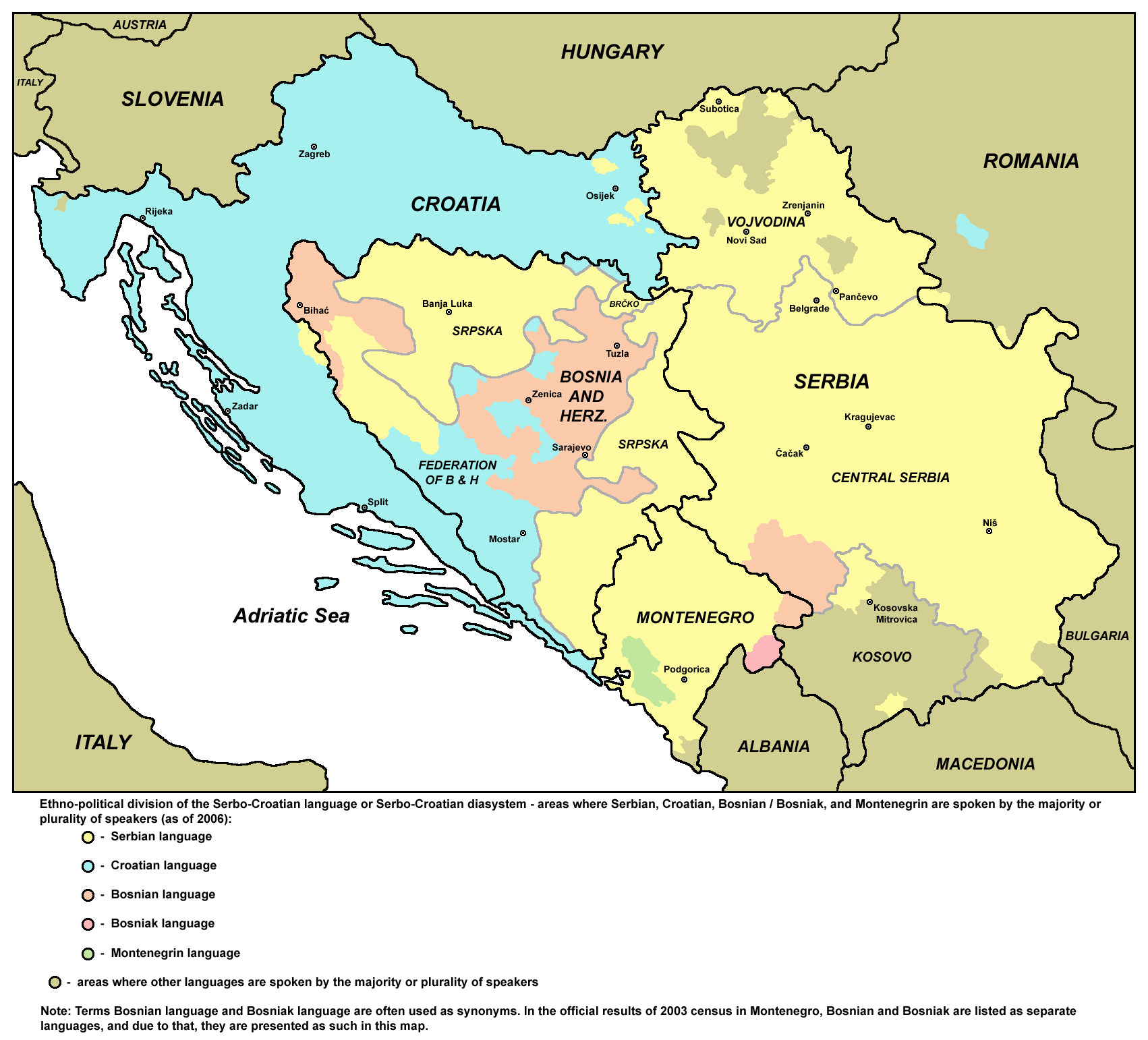
Сербский язык (2006), выделенный жёлтым цветом

Из небуквенных орфографических знаков в сербской письменности (как в кириллице, так и в латинице) используются:
- дефис;
- апостроф: в дополнение к тем функциям, что он имеет в русском, сербский апостроф часто, особенно в поэзии и в передаче особенностей диалектного произношения, отмечает место выпавших в произношении звуков и целых слогов (међ’ њима = међу њима «между ними», св’јетли = свијетли, ’љеб = хљеб, не мо’ш = «не можешь»);
- надстрочные диакритические знаки (пять знаков, из которых один имеет два значения), восходящие к церковнославянской письменности, регулярно используются в словарях, а в обычном тексте встречаются редко, большей частью для различения омографов (вроде пу́ра «нос корабля» — пу̀ра «мамалыга» — пу̏ра «индюшка»):
  - знак ударения имеет четыре разновидности:
    - долгое нисходящее ударение (серб. дугосилазни акценат) обозначается перевёрнутой краткой сверху: лу̂к «лук (оружие); дуга; свод, арка» — лу̏к «лук (овощ)»; пр̂ст «прах, персть, земля» — пр̏ст «палец, перст»;
    - долгое восходящее ударение (серб. дугоузлазни акценат) обозначается акутом: ме́сни «мясной» — ме̏сни «местный»;
    - краткое нисходящее ударение (серб. краткосилазни акценат) обозначается двумя штрихами (примеры см. выше и ниже); сейчас для этого преимущественно используют двойной гравис, но раньше встречались и двойной акут, и умлаут сверху;
    - краткое восходящее ударение (серб. краткоузлазни акценат) обозначается грависом: му̀ла «мулла» — му̏ла «мул»;

  - у безударных слогов может отмечаться долгота: ро̀ман «ромашка» — ро̀ма̄н «роман»; или, например, слово до̏бри с кратким [и] соответствует русскому краткому прилагательному («добры молодцы»), а до̏брӣ с долгим [и:] — полному («добрые»);
  - формы родительного падежа множественного числа, совпадающие с формами единственного, отмечаются также крышечкой или шапочкой над последней безударной гласной (серб. генитивни знак): дана и ноћи «дня и ночи» (род. пад. ед. ч.) — дана̂ и ноћи̂ «дней и ночей» (род. пад. мн. ч.); в этом случае в произношении знак указывает на долготу соответствующего безударного слога.

## Морфология

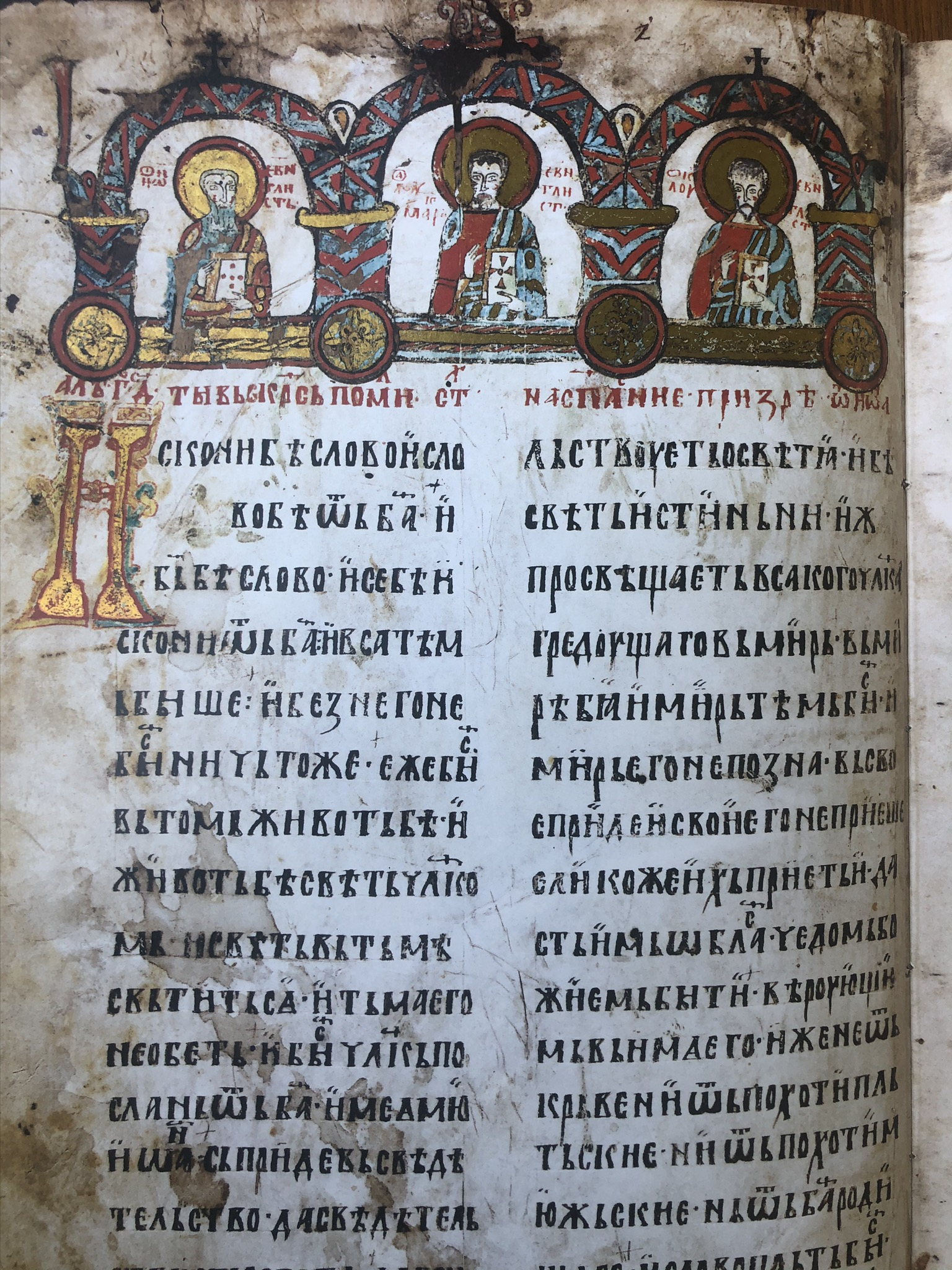
Мирославово Евангелие

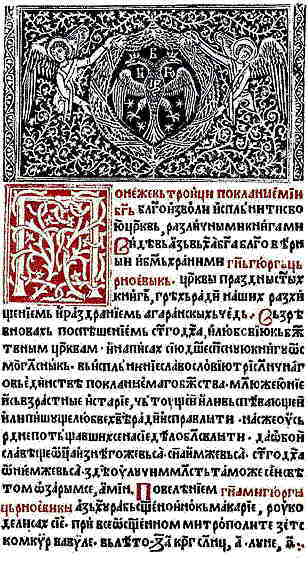
Цетинский осмогласник

### Существительное
Сербское существительное имеет грамматические категории рода, числа и падежа. Существует три рода (мужской, женский, средний), два числа (единственное и множественное) и семь падежей (именительный, родительный, дательный, винительный, творительный, местный и звательный).
Каждое существительное можно отнести к одному из трех склонений, подобно тому, как это происходит в русском:
- Существительные первого склонения в им. п. ед. ч. оканчиваются на -е, -о или имеют нулевое окончание, а в род. п. ед. ч. оканчиваются на -а. К первому склонению относится большинство существительных мужского рода и все существительные среднего рода.
- Существительные второго склонения в им. п. ед. ч. оканчиваются на -а, а в род. п. ед. ч. — на -е. Ко второму склонению относится большинство существительных женского рода и некоторое количество — мужского.
- Существительные третьего склонения в им. п. ед. ч. имеют нулевое окончание, а в род. п. ед. ч. оканчиваются на -и. К третьему склонению относятся многие существительные женского рода.

Ниже приводятся основные парадигмы склонения существительных.

#### Первое склонение
Мужской род, нулевое окончание
прозор — «окно»
| Падеж        | Ед. ч.   | Мн. ч.    |
| именительный | прозор   | прозори   |
| родительный  | прозора  | прозора   |
| дательный    | прозору  | прозорима |
| винительный  | прозор   | прозоре   |
| творительный | прозором | прозорима |
| местный      | прозору  | прозорима |
| звательный   | прозоре  | прозори   |

Средний род, окончание -о или -е.
срце — «сердце»
| Падеж        | Ед. ч. | Мн. ч. |
| именительный | срце   | срца   |
| родительный  | срца   | срца   |
| дательный    | срцу   | срцима |
| винительный  | срце   | срца   |
| творительный | срцем  | срцима |
| местный      | срцу   | срцима |
| звательный   | срце   | срца   |

#### Второе склонение
Женский или мужской род, окончание -а.
жена — «женщина, жена»
| Падеж        | Ед. ч. | Мн. ч. |
| именительный | жена   | жене   |
| родительный  | жене   | жена   |
| дательный    | жени   | женама |
| винительный  | жену   | жене   |
| творительный | женом  | женама |
| местный      | жени   | женама |
| звательный   | жено   | жене   |

#### Третье склонение
Женский род, нулевое окончание.
кост — кость
| Падеж        | Ед. ч.       | Мн. ч.         |
| именительный | кост         | кости          |
| родительный  | кости        | кости, костију |
| дательный    | кости        | костима        |
| винительный  | кост         | кости          |
| творительный | кости, кошћу | костима        |
| местный      | кости        | костима        |
| звательный   | кости        | кости          |